# Patum
|  | Aquest article tracta sobre el bestiari popular català. Si cerqueu la celebració de Berga, vegeu «Patum de Berga». |

La patum o entremès, també dita tarasca, és una figura que representa un animal fabulós que es fa desfilar a les processons i festes populars. Formen part de les celebracions típiques catalanes pròpies del Corpus. La festa més coneguda on s'empren aquestes figures és la Patum de Berga que s'ha arribat a declarar Patrimoni de la Humanitat, concretament patrimoni oral i immaterial de la humanitat, segons la UNESCO l'any 2005.
Les figures més habituals són:
- l'Àliga
- Mulassa o guita
- Gegants
- Nans
- Turcs i Cavallets

Per extensió i de manera figurada, s'aplica a aquella persona que té una gran consideració o popularitat, sovint més pel seu càrrec o per la fama aconseguida que no pas pels seus mèrits reals i presents.